# 少年ジェット
『少年ジェット』（しょうねんジェット）は、雑誌『ぼくら』に連載された武内つなよしの漫画作品、およびそれを原作とするテレビドラマである。
漫画、テレビドラマともども人気を集め、昭和30年代のヒーローとして、現在も根強いファンを持つ。

## 概要
名探偵・船越宏（ふなこし ひろし）の助手である少年ジェットこと北村健（きたむら たけし）は白いマフラー姿でオートバイにのり、シェパードの愛犬シェーンとともに国際スパイのジャック・ジェームスや怪盗ブラック・デビルなどの悪人たちに立ち向かう。ジェットを見守るのが私立探偵の船越と警視庁の荒川課長である。漫画版では船越は「紅さそり」冒頭で殺害されるが、テレビ版ではアメリカに勉強に行くという設定で姿を消す。ジェットの武器は拳銃に似た「スーパーコルト」、必殺技は「ミラクルボイス」。少年ジェットは正義の味方であるので、悪人といえども決して殺さず、スーパーコルトは引き金を引くと相手をしびれさせ、ミラクルボイスも「ウー、ヤー、ター！」と大声を出して震動を起こし敵を失神させる技である。当時、ミラクルボイスは人気を博し、「ウー、ヤー、ター！」は流行語となった。
1987年にはフジテレビの「スーパーテレビ宣言」キャンペーンで鴻上尚史が少年ジェットに扮してコマーシャルに出演している。

## 漫画版
講談社の月刊誌『ぼくら』に1959年2月号より3年間連載。『赤胴鈴之助』で大ヒットを飛ばした人気漫画家の武内つなよしが執筆。テレビ版の説明にある通り、もともとテレビドラマ化を前提とした連載である。連載されるや、『ぼくら』の看板漫画となり、度々、付録の単行本になっている。武内がテレビ版の内容にも深く関わっていたため、サブタイトルや登場人物もテレビ版とほぼ同じである。「紅さそり」の巻まで単行本が刊行されている。

## テレビ版
1959年3月4日から1960年9月28日まで大映テレビ室製作でフジテレビにて放映された。ヱスビー食品の一社提供番組。また1962年8月5日から1963年1月27日までは続編『新少年ジェット』が放映された。大映テレビ室の第一回作品である。大映テレビ室では第一回作品を制作するにあたり、当時、『赤胴鈴之助』で大ヒットを飛ばしていた漫画家の武内つなよしに原作を依頼した。武内は、雑誌「yy.jockey」1979年9月号に掲載された『少年ジェット』の特集で、当時の模様について説明している。それによると、武内はプロットのほか、ジェットのオートバイ、悪役のコスチュームのデザインも担当し、『ぼくら』への連載も武内が決めたものだった。当時、武内は人気絶頂のころで、「12本くらい連載を持っていたため、漫画の連載とテレビの仕事の両立は大変だった」という。少年ジェットの必殺技・ミラクルボイスは『赤胴鈴之助』の真空切りのような必殺技をという要望から生まれたものだった。
出演者は大映の端役俳優が大半で、レギュラーも含めて有名俳優の出演はほとんどない。子役時代の和泉雅子が度々、違うキャラクターで出演していることが話題になるくらいである。また後にアニメの声優として活躍した北川国彦が憎々しい悪役で出演している。ほかには『月光仮面』にも出演した漫才師の宮田洋容が「紅さそり」に三枚目の役で出演しているのも特筆される。荒川課長に扮した原田詃は、大映の社員俳優で、『敵中横断三百里』など重要な役で出演した作品もある。少年ジェットの宿敵のジャック・ジェーム、ブラック・デビルを演じている高田宗彦は大映の社員俳優。外国人の役を得意とした。
少年ジェットのオートバイには富士産業のラビットマイナーを使用している。製作主任にクレジットされる大鶴秀栄（大鶴日出栄）は、理研映画。劇作家の唐十郎の実父である。
ストーリーは第39回までが、少年ジェットと国際スパイ、ジャック・ジェームスとの対決が描かれる。第39回でジェームスは悪の報いを受け、悪事に利用した赤サソリのために部下と共に滅び去る。第40回より最終回までが、フランスから来た怪盗、ブラック・デビルとの対決が描かれ、デビルに恨みを持つ怪盗、レッドベアやハリケーン博士などのゲストキャラクターも、両者の対決に絡む。デビルは怪盗ではあるが、血を見ることが嫌いで、子どもを無慈悲に扱うことはしない人物として描かれている。原作者の武内は、アルセーヌ・ルパンをモデルにしたと語っている。最終話では潔くジェットに敗北を認めて改心し、今後はジェットの正義の活躍を見守ると手紙を残して日本を去る。原作通りか否かは、漫画版が「黒い影」「鉄面騎士」「赤さそり」部しか単行本化されていないため不明。

### 漫画版とテレビ版の違い
テレビは、エピソードが基本的に13回完結のため、漫画版のストーリーを基にしているものの内容は細部で異なる部分がある。当時、刊行された漫画版とテレビ版を比較すると、テレビ版は漫画版のストーリーを引き延ばしている感が強い。漫画版「紅さそり」のエピソードの冒頭では、ジェットの師でもあった船越探偵が、荷蛭に殺害される。荷蛭は自分を殺害してミラクルボイスの契約金を横取りしようとした者たちに復讐しようと考え、ジェットを拉致してミラクルボイスを会得させる。だがジェットはミラクルボイスを使って逆に荷蛭たちを倒して船越の仇を討つ。当初の宿敵であったジェームスは零落した姿で登場し、荷蛭に便乗してジェットを殺害しようとするが失敗し逃げ去る。テレビ版の冒頭では、荒川課長が、アメリカに勉強に行った船越探偵のかわりに自分がジェットを見守ることを決意する場面がある。テレビ版では宿敵のジェームスの出番が多く、荷蛭の復讐に便乗して彼になりすまし、ミラクルボイスの特許を学者たちから奪い巨額の利益を得ようとする。荷蛭はジェットに助けられて改心し、逆に念力で巨大なサソリを登場させてジェームスの息の根を止める。

### キャスト
- 少年ジェット（初代）：中島裕史（第65回「魔人の最后」(3)まで）
- 少年ジェット（二代目）：土屋健（第66回「二つの顔」(1)から）
- ブラック・デビル：高田宗彦
- 船越探偵：八木沢敏
- 荒川課長：原田詃
- 浅岡健次郎：河原侃二
- 浅岡早苗：緑川節子
- 頓田 紋太（とんだ もんた）：中田勉
- 名犬シェーン：シェーン・D・グランプリ

#### 黒い影
- お栗ちゃん：小笠原まりこ
- ジェームス：高田宗彦
- 陳：大塚弘
- 岩上：津田駿二
- 宮園まり：白井玲子
- 宮園ヨシエ：和泉雅子

#### 鉄人騎士
- 鉄人騎士：阿部脩
- ジェームス：高田宗彦
- 陳：大塚弘
- ファイアガン：津田駿二
- 松村博士：杉森麟
- お栗ちゃん：小笠原まりこ
- 松村太郎：秋山茂

#### 紅さそり
- 荷蛭妖造（にひる ようぞう）、ジェームス：高田宗彦
- 黒沢博士：遠藤哲平
- 飛島：南方伸夫
- 金山：山口健
- 角田博士：隅田一男
- 藤堂博士：此木透
- 有川金兵衛：谷謙一
- お花婆や：松村若代
- 茂呂井：宮田羊容
- 茂呂井夫人：布地由起江
- 丸目青年：立花良文
- 由美：和泉雅子

#### 怪盗デビル
- 藤川静子：水木麗子
- 黒原加根造：谷謙一
- 与久野張衛門：佐々木正時
- ジャックの鉄：立花良文
- 藤川まりえ：桐生千津子（ひまわり）
- お花婆や：松村若代

#### 廃屋の幽霊
- 比嘉要三郎：小山内淳
- 伊東彦太郎：杉森麟
- 奥山陣平：竹内哲郎
- 奥山貞子：藍三千子
- キングのジョウ：龍波弘介
- 伊東信子：今井しのぶ（ひまわり）
- お花婆や：松村若代

#### 怪人対魔人
- 横島鍵三：隅田一夫
- レッドベア：大川修
- ガトラン大使：高村栄一
- ガトラン大使夫人：耕田久鯉子
- 息子エルモンド：遠藤惠一（ひまわり）

#### 宇宙病人間
- レッドベア：大川修
- エルザコフ：中原健
- ウルトスキー博士：南方伸夫
- 与久野加平：宮田羊容
- 与久野夫人：布地由起江

#### 呪いの孤島
- 熊坂源三：小山内淳
- 小山邦子：日高加月枝
- 小山丈太郎：山口健
- 良太少年：中原健
- 小山和枝：松永環（ひまわり）

#### 魔人の最后
- レッドベア：大川修
- ホワイトベア：成田昇二
- 鬼瓦儀十郎：菊地双三郎
- 山神軍平：田辺元
- 波田苗三：松山浩二
- 板里弥吉：田中志幸
- 田島三平：木村幸夫

#### 二つの顔
- 駒田金作：山口健
- 竜堂虎太郎：成田昇二
- 鷲尾強：横山明
- マダム竜堂：津田まり子
- 張万福：富士乃幸夫
- 駒田八重子：藤田淑子（こけし座）

#### 見えない怪盗
- スネークマン、姿透明：小山内淳
- 大金有一郎：沖悦二
- 福野幸吉：英大二
- 宝井めぐみ：江島みどり

#### ハリケーン博士
- ハリケーン博士：浜口喜博
- 鬼山頑太郎：ジョー・オハラ
- 婆やお六：響令子
- 赤竹伝兵衛：北川国彦
- カンナ：和泉雅子

#### 狂った画家
- フラワー：穂高のり子
- 金田一元伯爵：谷謙一
- 賀目津金五郎：隅田一男
- 金田一夫人：藍三千子
- 町須狂峯：津田まり子
- 賀目津秘書：神弘

#### デビルの挑戦
- 守山善平：三鬼弘
- 鳩野うた子：市喜和子
- 鳩野すみえ：村田美智子
- 安藤刑事：木南清

#### 金獅子仮面
- 不知火博士：旗ハチロー
- 不知火太郎：松本直明
- 大蛇山博士：牧冬吉
- 古川六郎：辛川二三生

#### 生き返った怪人
- 怪人ジゴマ：森幸太郎
- 氷室三吉：松山浩三
- 氷室くるみ：広岡千恵子
- パストル：ベルナル・バレー
- 木常紺一：鈴木通人
- 大原黒太郎：大木詃介

#### 象牙ライターの秘宝
- 魔伏鏡人：金井修
- 魔伏蛇吉：浅井一裕
- チャンドラ光子：深川きよみ
- チャンドラ四世：赤沢源一郎
- 蛭川毒三：岡田剛一

#### 黄金の十字架
- ヤコブ：山口健
- 大川勇吉：小山内淳
- 大川眞吾：竹尾智晴
- さくら姫：狭山千景

#### 魔女神の大秘宝
- 四輪木進吉：谷謙一
- ジャガー：加藤雄二
- 千春：松本留美
- ブラーカム：花井竜太郎
- 荒川夫人：臼井幸子

### スタッフ
- 企画 : 香取雍史
- 原作 : 武内つなよし
- 監督 : 古城菅也、宗川信夫、斎藤益広
- 脚本 : 紺野八郎、棟明郎、斎藤益広、横山佳明
- 撮影 : 宗川信夫、石田博志、廣川朝次郎、藤洋三、佐藤清美、大源寺喜咲
- 照明 : 友成秀雄、磯貝一
- 美術 : 竹本史郎
- 録音 : 山元三弥
- 効果 : 角田陽次郎
- 編集 : 宮森みゆり、山口一喜、吉井実
- 記録 : 大橋仁子、奥浦富子、大井優子、木村富子、下村友乃、新沼恵子
- 助監督 : 野呂知也、横山佳明
- 撮影助手 : 佐藤和夫、佐原潔、長岡隆、堀田貢、原英男
- 照明助手 : 佐藤久
- 製作主任 : 田川幹、大鶴日出夫
- 音楽 : 宮城秀雄、小川寛興、斎藤一郎
  - 主題歌「少年ジェットの歌」 : 作詞：武内つなよし、作曲：宮城秀雄、歌：藤沼一美・大道寺重雄[要出典][9]・ビクター児童合唱団
- 提供 : ヱスビー食品

### 放映リスト
少年ジェット
- 第1回 - 第13回（1959年3月4日 - 5月27日） - 第一部・黒い影（1 - 13）
- 第14回 - 第26回（6月3日 - 8月26日） - 第二部・鉄人騎士（1 - 13）
- 第27回 - 第39回（9月2日 - 11月25日） - 第三部・紅さそり（1 - 13）
- 第40回 - 第44回（12月2日 - 12月30日） - 第四部の一・怪盗デビル（1 - 5）
- 第45回 - 第48回（1960年1月6日 - 1月27日） - 第四部の二・廃屋の幽霊（1 - 4）
- 第49回 - 第52回（2月3日 - 2月24日） - 第四部の三・怪人対魔人（1 - 4）
- 第53回 - 第57回（3月2日 - 3月30日） - 第五部の一・宇宙病人間（1 - 5）
- 第58回 - 第62回（4月6日 - 5月4日） - 第五部の二・呪いの孤島（1 - 5）
- 第63回 - 第65回（5月11日 - 5月25日） - 第五部の三・魔人の最后（1 - 3）
- 第66回 - 第70回（6月1日 - 6月29日） - 第六部の一・二つの顔（1 - 5）
- 第71回 - 第74回（7月6日 - 7月27日） - 第六部の二・見えない怪盗（1 - 4）
- 第75回 - 第78回（8月3日-  8月24日） - 第六部の三・ハリケーン博士（1 - 4）
- 第79回 - 第83回（8月31日 - 9月28日） - 第七部の一・狂った画家（1 - 5）

新少年ジェット
- 第1回 - 第5回（1962年8月5日 - 9月2日） - 第一部の一・デビルの挑戦（1 - 5）
- 第6回 - 第9回（9月9日 - 9月30日） - 第一部の二・金獅子仮面（1 - 4）
- 第10回 - 第13回（10月7日 - 10月28日） - 第一部の三・生き返った怪人（1 - 4）
- 第14回 - 第18回（11月4日 - 12月2日） - 第二部の一・象牙ライターの秘宝（1 - 5）
- 第19回 - 第22回（12月9日 - 12月30日） - 第二部の二・黄金の十字架（1 - 4）
- 第23回 - 第26回（1963年1月6日 - 1月27日） - 第二部の三・魔女神（バラモン）の大秘宝（1 - 4）

### 映像ソフト化
- 2000年5月12日に第1部「黒い影」、2000年8月11日に第3部「紅さそり」のVHSが大映より発売された[10]。各部とも全6巻[10]。
- 2001年7月25日から11月22日にかけて「怪盗デビル」から「狂った画家」まで収録したDVD-BOX3巻が発売大映・販売エスモックにより発売された[11][12][13][14]。その後、2003年12月21日から2004年2月25日にかけて「黒い影」から「紅さそり」までを収録した第4巻から第6巻が追加発売された[15][16][17]。
- 2002年1月25日から3月22日にかけて「怪盗デビル」から「狂った画家」までを各章ごとに収録した単巻DVDが発売された[18][19][20][21][22][23][24][25][26][27]。全10巻。
- 2018年にTCエンタテインメントから『新少年ジェット』含む全話がDVD発売された。